# Munida caribaea
Munida caribaea är en kräftdjursart. Munida caribaea ingår i släktet Munida och familjen trollhumrar. Inga underarter finns listade i Catalogue of Life.